# Eiji Kusuhara
Eiji Kusuhara (japanisch 楠原 映二 Kusuhara Eiji; * 2. Januar 1947 in Tokio, Japan; † 23. April 2010 in London, England) war ein japanischer Schauspieler.

## Leben
Eiji Kusuhara wurde 1947 in Tokio als drittes von vier Kindern geboren und wuchs in Hakkoaido auf. Er studierte Schauspiel an der Kunsthochschule Tama. 1975 zog er nach England.
Seinen ersten Auftritt absolvierte Kusuhara 1970 in einer Folge der Fernsehserie Edogawa Rampo shirîzu: Akechi Kogorô. 1979 folgte sein Spielfilmdebüt in dem Fernsehfilm One Fine Day. In der Fernsehserie Tenko hatte er 1981 bis 1984 erstmals eine wiederkehrende Rolle. In der Zeichentrickserie Roboterjunge hatte Kusuhara 2005 bis 2008 eine wiederkehrende Sprechrolle.
Er spielte im deutschen Film Big Mäc mit Thomas Gottschalk den Professor.
Neben der Schauspielerei moderierte er auch die Spielshow Banzai im englischen Fernsehen und von 1990 bis 1997 die Sendungen Hello London und Living in England für den japanischen Fernsehsender Fuji TV.
Ab 2000 wirkte er hauptsächlich als Sprecher für verschiedene Spiele und Fernsehserien.
Er war ab 1992 mit Kyoko Wainai verheiratet. 2010 verstarb er an Krebs.

## Filmografie (Auswahl)
- 1970: Edogawa Rampo shirîzu: Akechi Kogorô (Fernsehserie, Folge 1x13)
- 1979: One Fine Day (Fernsehfilm)
- 1979: The Dick Emery Show (Fernsehserie, Folge 17x04)
- 1979: A Family Affair (Miniserie, Folge 1x04)
- 1979: Heartland (Fernsehserie, Folge 1x01)
- 1979: No. 1 ist nicht zu schlagen (Licensed to Love and Kill)
- 1979: Cannon and Ball (The Cannon and Ball Show, Fernsehserie, Folge 1x04)
- 1980: Spy! (Fernsehserie, Folge 1x04)
- 1980: Sprengkommando Atlantik (North Sea Hijack)
- 1980: Der Elefantenmensch (The Elefant Man)
- 1980: Sir Henry at Rawlinson End
- 1980: Auf die sanfte Tour (The Gentle Touch, Fernsehserie, Folge 2x10)
- 1981: Terry & June (Terry and June, Fernsehserie, Folge 3x03)
- 1981–1984: Tenko (Fernsehserie, 17 Folgen)
- 1982: Doctor Who (Fernsehserie, 3 Folgen)
- 1982: Q.E.D. (Fernsehserie, Folge 1x02)
- 1982: Third Time Lucky (Fernsehserie, Folge 1x01)
- 1982: Shelley (Fernsehserie, Folge 5x05)
- 1983: Are You Being Served? (Fernsehserie, Folge 9x05)
- 1983: Die Rückkehr der Jedi-Ritter (Star Wars Episode VI: Return of the Jedi)
- 1984: Sharing Time (Fernsehserie, Folge 1x04)
- 1985: Hilary (Fernsehserie, Folge 1x01)
- 1985: Big Mäc
- 1985: Die Touristenfalle (Restless Natives)
- 1985: Die Einsteiger
- 1985–1986: Gems (Fernsehserie, 5 Folgen)
- 1986: All at Number 20 (All at No 20, Fernsehserie, Folge 1x04)
- 1986: A Very Peculiar Practice (Fernsehserie, 2 Folgen)
- 1986: Half Moon Street
- 1987: Carrott Confidential (Fernsehserie, Folge 1x08)
- 1987: Screen Two (Fernsehserie, Folge 3x12)
- 1987: Superman IV – Die Welt am Abgrund (Superman IV: The Quest for Peace)
- 1988: Small World (Miniserie, Folge 1x05)
- 1988: Inspektor Morse, Mordkommission Oxford (Inspector Morse, Fernsehserie, Folge 2x03)
- 1988: Hot Metal (Fernsehserie, Folge 2x05)
- 1988: Sorry! (Fernsehserie, Folge 7x01)
- 1988: Star Trap (Fernsehfilm)
- 1989: Somewhere to Run (Fernsehfilm)
- 1989: CBS Summer Playhouse (Fernsehserie, Folge 3x10)
- 1989: Last of the Summer Wine (Fernsehserie, Folge 11x03)
- 1989: Death and Desire (Dark Obsession)
- 1989: The Ginger Tree (Ginger Tree, Miniserie, Folge 1x04)
- 1990: KYTV (Fernsehserie, Folge 1x05)
- 1990: Omnibus (Fernsehserie, Folge 27x18)
- 1990: Paradise Club (The Paradise Club, Fernsehserie, Folge 2x08)
- 1990: Dunrulin (Fernsehfilm)
- 1991: Lovejoy (Fernsehserie, 2 Folgen)
- 1992: Gummed Labels (Fernsehfilm)
- 1994: The English Programme (Fernsehserie, 3 Folgen)
- 1994: The 10%ers (The 10 Percenters, Fernsehserie, Folge 1x01)
- 1994: Souvenir
- 1995: The All New Alexei Sayle Show (Fernsehserie, Folge 2x04)
- 1995: Auweia! Alias Smith und Jones (Alas Smith & Jones, Fernsehserie, Folge 8x03)
- 1996: Drop the Dead Donkey (Fernsehserie, Folge 5x02)
- 1996: Matt und die Million (Matt’s Million, Miniserie, Folge 1x04)
- 1997: Underworld (Miniserie, Folge 1x01)
- 1997: Thief Takers (Fernsehserie, 2 Folgen)
- 1997: One Foot in the Grave (Fernsehserie, eine Folge, Sprechrolle)
- 1997–1998: Harry Hill (Fernsehserie, 2 Folgen)
- 1998: dinnerladies (Fernsehserie, Folge 1x05)
- 1999: Eyes Wide Shut
- 1999: Topsy-Turvy – Auf den Kopf gestellt (Topsy-Turvy)
- 2000: Dalziel und Pascoe – Mord in Yorkshire (Dalziel and Pascoe, Fernsehserie, Folge 5x03)
- 2001: Armstrong & Miller (Fernsehserie, Folge 4x01)
- 2001: Casualty (Fernsehserie, Folge 15x24)
- 2001: World of Pub (Fernsehserie, Folge 1x05)
- 2001: Das B-Team: Beschränkt und auf Bewährung (The Parole Officer)
- 2001: Randall & Hopkirk (Deceased) (Fernsehserie, Folge 2x03)
- 2001: Combat Sheep (Fernsehfilm)
- 2003: Emmerdale (Fernsehserie, 5 Folgen)
- 2004: Stratosphere Girl
- 2005–2008: Roboterjunge (Robotboy, Fernsehserie, 23 Folgen, Sprechrolle)
- 2007: Confessions of a Diary Secretary (Fernsehfilm)
- 2007: Hotel Babylon (Fernsehserie, Folge 2x03)
- 2007: Hustle – Unehrlich währt am längsten (Hustle, Fernsehserie, Folge 4x05)
- 2009: Doctor Who: The Monthly Adventures (Sprechrolle)